# 陳日皎
陳日皎（越南语：／；1225年—1268年），越南陳朝宗室，是陳承第三子，為國聖皇太后黎氏妙所生。
1226年，年僅兩歲的陳日皎被陳太宗冊封為欽天王（越南语：／）。
1252年，陳太宗遣陳日皎攻打占城。次年，被封為太尉，開始參與國事，與太師陳守度一起執掌朝政。同年，蒙古軍隊滅大理國，旋即南下攻打大越陳朝。陳太宗率軍親自迎擊，戰敗，國都昇龍失陷。陳太宗問陳日皎有何破敵之策，陳日皎態度沮喪，書「入宋」二字，建議投奔南宋。但最終太宗聽從了主戰派陳守度的意見而重拾戰意。
1264年，陳日皎被封為上國太尉。他因在抗元戰爭中持消極態度而受到太宗的疏遠。1268年去世，年44歲。史書上並無記載他是否有子嗣。